# Odontonychoides
Odontonychoides là một chi bọ cánh cứng trong họ 
Elateridae.
Chi này được miêu tả khoa học năm 1972 bởi Girard.

## Các loài
Các loài trong chi này gồm:
- Odontonychoides fossiceps (Burgeon, 1947)
- Odontonychoides josensi Girard, 1972